# هيكوري (أوكلاهوما)
هيكوري (بالإنجليزية: Hickory, Oklahoma)‏ هي بلدة أمريكية تقع في الولايات المتحدة في مقاطعة موراي، أوكلاهوما. يقدر عدد سكانها بـ 87 نسمة ومساحتها 1.4 كم2 وترتفع عن سطح البحر 368 متر.

## أعلام
- زاك موسلي
- جيسي رينيك